# Peter Lorkowski
Peter-Paul Lorkowski (* 10. Juni 1942 in Hamburg; † 29. Dezember 2020) war ein Hamburger Politiker (AfD, früher: Schill, Zentrum).

## Leben
Lorkowski besuchte von 1949 bis 1957 die Volksschule in Hamburg. Anschließend absolvierte er von 1957 bis 1960 eine Ausbildung zum Schmied und zum Bauschlosser. Bis 1969 übte er diese Berufe auch aus. Im Oktober 1969 gründete er seine eigene Firma, die Bauschlosserei P. & M. Lorkowski GmbH.
Lorkowski starb am 29. Dezember 2020 im Alter von 78 Jahren. Zu dem Zeitpunkt war er geschieden und hatte eine erwachsene Tochter. 

## Politik
Lorkowski war von Oktober 2001 bis März 2004 für die Schill-Partei Mitglied der Bürgerschaft der Freien und Hansestadt Hamburg. Als Bürgerschaftsabgeordneter war er Mitglied des Eingaben-, des Umwelt- sowie des Bau- und Verkehrsausschusses. Er trat in der Folgezeit der Deutschen Zentrumspartei bei, für die er bei der Bürgerschaftswahl 2008 kandidierte. 
Anschließend wechselte er zur Alternative für Deutschland, wo er zunächst stellvertretender Vorsitzender des Bezirksverbands Harburg war. Bei den Bezirksversammlungswahlen in Hamburg am 25. Mai 2014 wurde er in die Bezirksversammlung Harburg gewählt. Bei der Bürgerschaftswahl 2015 kandidierte er auf dem siebten Platz der AfD-Landesliste und auf dem ersten Platz der Wahlkreisliste Harburg, verfehlte aber den Einzug in die Bürgerschaft.
Lorkowski erhielt als Direktkandidat der AfD für die Bundestagswahl 2017 10,8 % der Erststimmen im Bundestagswahlkreis Hamburg-Bergedorf – Harburg. Er setzte sich im März 2017 bei der Nominierung gegen den Bürgerschaftsabgeordneten und umstrittenen Hardliner Ludwig Flocken durch.
Lorkowski war von 24. Oktober 2017 bis März 2020 erneut Mitglied der Hamburgischen Bürgerschaft. Er rückte für Bernd Baumann nach, der Mitglied des Deutschen Bundestages in der 19. Wahlperiode wurde. Der 2020 gewählten Bürgerschaft gehört er nicht mehr an. Am 7. Februar 2020 wurde er zum Vorsitzenden des AfD-Bezirksverbandes Harburg gewählt.

## Sonstige Ämter
Lorkowski war seit 1976 Ortsverbandsvorsitzender des Bundes der Selbständigen (BDS). Seit 1997 war er stellvertretender Landesvorsitzender des BDS-Landesverbandes Hamburg.